# Hubertus Goltzius

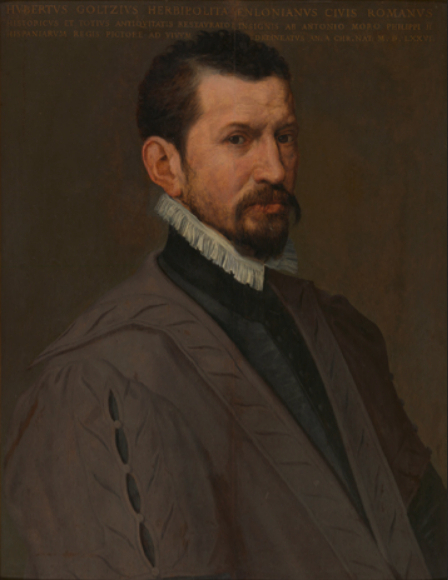
Hubert Goltzius (Anthonis Mor, 1574)

Hubert Goltzius (Venlo, 30 oktober 1526 - Brugge, 24 maart 1583) was een 16de-eeuwse humanist, numismaat en drukker. 

## Naam
De vader van Goltzius heette Rutger van Würzburg en de moeder Catharina Goltzius. Rutger en zijn kinderen namen de naam Goltzius aan. Zo schreef hij zich in binnen een familie van Gelderse kunstenaars, afkomstig uit Hinsbeek, die zich Goltzius noemden. Het aannemen van de naam van de vrouw was tamelijk gewoon in de Duitse gewesten (waar Gelderland destijds toe behoorde), zeker wanneer de naam van de vrouw een grotere bekendheid had.

## Voorgeslacht
Rutger van Würzburg, alias Goltzius, vestigde zich in Venlo als bouwmeester en schilder. Zijn schoonvader Hubrecht van Hinsbeeck, alias Goltzius, kwam als eerste naar Venlo en was er schilder, zoals ook zijn zoon Jan I Goltzius. Een zoon van deze was Jan II Goltzius, glasschilder, die op zijn beurt twee zonen had, Hendrick Goltzius en Jacobus, die bekende graveurs werden.

## Levensloop

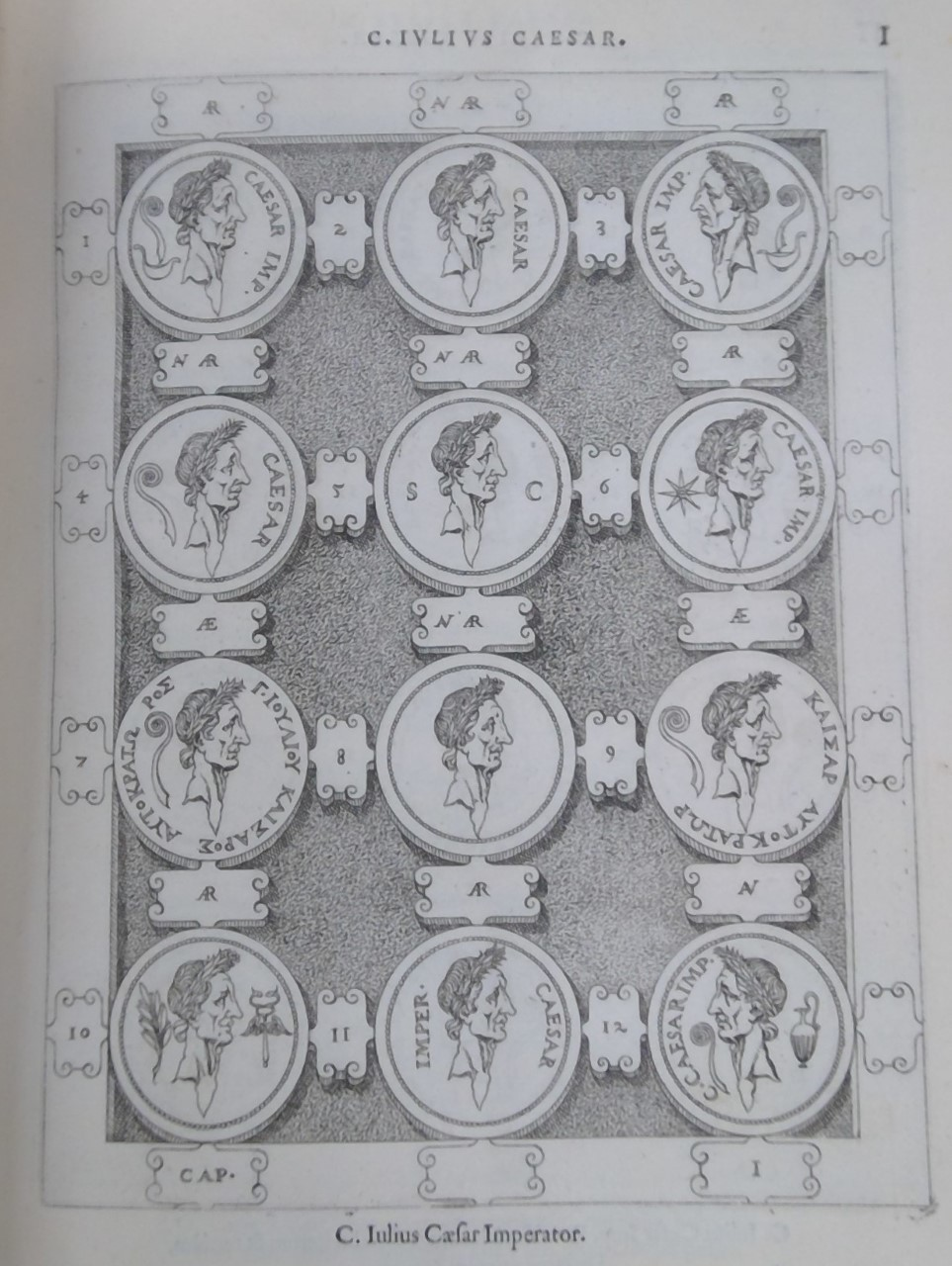
Een grote humanistische druk van Hubertus Goltzius, Julius Caesar, de klassieke geschiedenis opgebouwd vanuit afbeeldingen van munten. Bewaard in de Openbare Bibliotheek Brugge.

In 1544 ging Hubert in de leer in Luik bij de vooruitstrevende meester Lambert Lombard (1505-1566). De liefde voor de oudheid werd hem bij die leermeester aangebracht, nadat zijn Romereis in 1537/38 van hem al een 'italianisant' had gemaakt. In Luik leerde hij ook de etstechniek. 

### Naar Antwerpen
In 1546 trok Goltzius naar Antwerpen en kocht er in april 1550 een huis. Hij was toen al getrouwd met Elisabeth Verhulst, dochter van een Mechelse schilder. Haar zus Margaretha trouwde met Michiel Coecke en haar zus Maaiken met Pieter Coecke van Aelst (genoemde Pieter Coecke had een dochter Maaike uit een eerste huwelijk, die trouwde met Pieter Bruegel de Oude). 
Het gezin kreeg vier kinderen: Marcel werd apotheker, Scipio werd tekenaar, Julius werd graveur bij de Officina Plantiniana, en over Aurelius weten we niets. De voornamen van de zonen waren die van Romeinse heersers. Er waren ook drie dochters. 
Goltzius werd schilder (het enige met zekerheid van hem bekende werk is 'het Laatste Oordeel', voor de gemeenteraadszaal van Venlo). Hij werd ook antiekhandelaar. Dit bracht hem ertoe de muntenkabinetten van Antwerpse verzamelaars te bezoeken en zich voor hun collecties te interesseren. Hij kreeg bekendheid toen hij zijn bevindingen over de muntkunde begon te publiceren.

### Drukker en uitgever

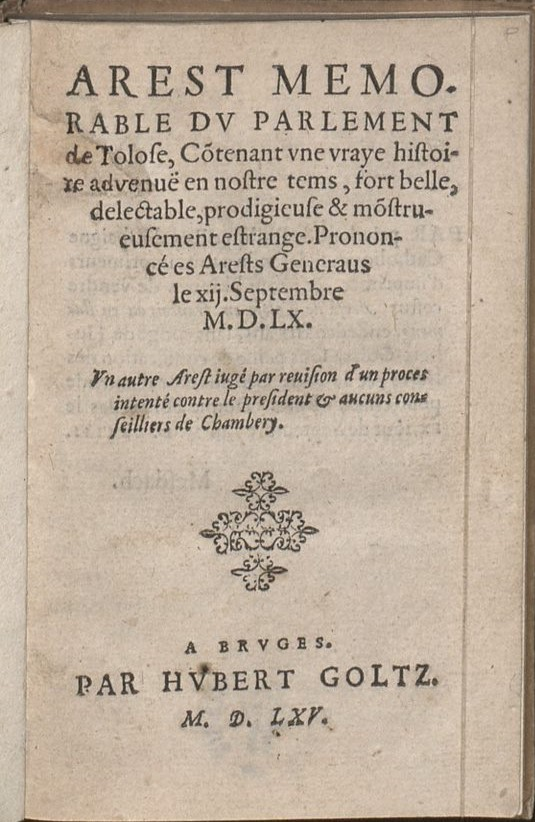
Het verhaal Arest memorable (het origineel verhaal van Martin Guerre), gedrukt door Hubertus Goltzius in 1565, in Brugge. Bewaard door Openbare Bibliotheek Brugge.

Via Abraham Ortelius leerde Goltzius Marcus Laurinus jr. kennen. Laurinus, zelf een groot muntenverzamelaar, had het voornemen een boek te schrijven over de geschiedenis van de Oudheid (Griekenland en Rome) met munten als historische bronnen en illustratiemateriaal. In 1558 kwamen Goltzius en Marcus Laurinus overeen dat ze een reeks van negen boeken zouden uitgeven. Goltzius kwam met zijn gezin in Brugge wonen, maar trok al onmiddellijk voor twee jaar op een door Laurinus gefinancierde reis, tijdens welke hij niet minder dan 978 muntenkabinetten bezocht. Hij kwam met een schat aan gegevens en tekeningen in Brugge terug.
Opdat de werken in de beste omstandigheden tot stand zouden komen, richtte Laurinus een drukkerij op, waarvan Goltzius de leiding nam. Van 1563 tot 1566 werden een aantal boeken gedrukt, zoals Arrest memorable, zowel van de auteurs Laurinus - Goltzius als van bevriende humanisten. Zo verschenen o.a. van Jacob Reyvaert, leerling van Jan Geldrius, tussen 1563 en 1565 vier werken, waarvan één opgedragen werd aan Marcus Laurinus, nl. Ad leges duodecim tabularum liber singularis (1563). In Goltzius' werk Iulius Caesar sive Historiae Imperatorum Caesarumque Romanorum (1563) schreef Reyvaert twee Latijnse verzen en Jan Geldrius, schoolmeester in de Latijnse sprake, een epigram 'ad Romam'. 
Er volgde een lange tussenpauze, tijdens welke Goltzius in Duitsland rondreisde. Pas in 1574 zou er nog eens een boek verschijnen. In 1576 sloot de drukkerij voorgoed. Goltzius liet in 1579 bij Plantijn nog een Thesaurus rei antiquariae drukken. 

### Tweede huwelijk en dood
De echtgenote van Goltzius stierf in 1574. In 1582 hertrouwde hij met zijn huishoudster Maria Vynx, een huwelijk dat niet gelukkig was. Na zijn overlijden in Brugge werd hij begraven in de Sint-Donaaskathedraal.

## Publicaties
- Julius Caesar, 1567.
- Cesar Augustus, 1574.
- Sicilia et Magna Graecia, 1576.
- Opera Omnia, 5 Volumes, Antwerpen, 1644-45 & 1708.
  - I. Fasti magistratuum et triumphorum Romanorum, ab urbe condita ad Augusti obitum, ex antiquis numismatibus restituti Fasti item seculi, ad Capitolinos ab A. Schotto denuo instaurati et thesaurns rei antiquariae uberrimus.
  - II. C. Julii Caesaris, Augusti et Tiberii numismata, cum Ludovice Nonnii, Med. Ant., commentario. 
  - III. Graeciae ejusque insularum et Asiae minoris numismata, cum ejusdem Nonnii commentario,
  - IV. Siciliae et magnae Graeciae historia ex antiq. numismat. illustr., cum scholiis A. Schotti.
  - V. Icones, vitae et elogia Imperatorum Romanorum: accedunt Imperatorum Romano-Austriacorum series, ab A1berto II usque ad Ferdinandum III, stylo et opera Caspari Gevartii.

## Werk in openbare collecties (selectie)
- Rijksmuseum Amsterdam, Amsterdam[1]